# Bắc Trạch
Bắc Trạch là một xã thuộc tỉnh Quảng Trị, Việt Nam.

## Địa lý
Xã Bắc Trạch nằm ở phía bắc huyện Bố Trạch, có vị trí địa lý:
- Phía đông giáp xã Thanh Trạch
- Phía nam giáp xã Sơn Lộc
- Phía tây giáp xã Hạ Trạch
- Phía bắc giáp thị xã Ba Đồn với ranh giới là sông Gianh.

Xã Bắc Trạch có diện tích 17,47 km², dân số năm 2019 là 6.525 người, mật độ dân số đạt 374 người/km².

## Hành chính
Xã Bắc Trạch được chia thành 10 thôn: 1, 2, 3, 4, 5, 6, 7, 8, 9, 10.

## Lịch sử
Ngày 16 tháng 6 năm 2025, Ủy ban Thường vụ Quốc hội ban hành Nghị quyết số 1680/NQ-UBTVQH15 về việc sắp xếp các đơn vị hành chính cấp xã của tỉnh Quảng Trị năm 2025. Theo đó, sắp xếp toàn bộ diện tích tự nhiên, quy mô dân số của các xã Thanh Trạch, xã Hạ Mỹ, xã Liên Trạch, xã Bắc Trạch thành xã mới có tên gọi là xã Bắc Trạch.